# Villefranche (Yonne)
Pour les articles homonymes, voir Villefranche.
Villefranche-Saint-Phal redirige ici.
Villefranche (nom officiel), appelée localement Villefranche-Saint-Phal, est une ancienne commune française, située dans le département de l'Yonne en région Bourgogne-Franche-Comté, devenue, le 1er janvier 2016, une commune déléguée de la commune nouvelle de Charny-Orée-de-Puisaye.

## Géographie
Villefranche jouxte le département du Loiret et se situe entre la Puisaye et le Gâtinais, sur la D 943 entre Joigny et Montargis. La  18 de l'A6 (autoroute du Soleil), sur Sépeaux, est à 11 km.

### Lieux-dits et écarts
Les lieux-dits suivis d'une astérisque sont situés à l'écart de la route indiquée.
B
- Les Barbets*,          Rte de Montcorbon
- Les Baudoins*,         Rte des Ricardières
- Beaulieu*,             Rte de Douchy (D 943)
- Beauregard, Ferme*,    Rte de Villeneuve (D 18)
- La Berrichonnerie*,    Rte de Villeneuve (D 18)
- Bourbeuse,             Rte des Ricardières
- Le Grand Bralon,       Rte de Saint-Romain-le-Preux (D 943)
- Le Petit Bralon*,      Rte de Saint-Romain-le-Preux (D 943)
- La Butte*,             Rte de Saint-Romain-le-Preux (D 943)

C
- Les Cages*,            Rte de Saint-Romain-le-Preux (D 943)
- Le Champ Bouchet*,     Rte de Montcorbon
- Les Charderies*,       Rte de Villeneuve (D 18)
- La Chaumotte*,         Rte de Villeneuve (D 18)
- Les Chevaliers*,       Rte de Villeneuve (D 18)
- La Cocharderie*,       Rte de Saint-Romain-le-Preux (D 943)

D
- Les Dionnets*,         Rte de Villeneuve (D 18)
- Les Dreux,             Rte des Vallées

E
- Les Écharlis,          Rue du Couvent
- Les Vieux Écharlis,    Rte des Ricardières

F
- La Grande Ferme,       Rue du Couvent
- Les Frémis*,           Rte de Douchy (D 943)

G
- Les Guérinots*,        Rte de Saint-Romain-le-Preux (D 943)

H
- Les Halliers*,         Rte de Saint-Romain-le-Preux (D 943)

J
- Les Joncs*,            Rte de Montcorbon

L
- Les Lavaux*,           Rte de Montcorbon
- Les Lindets*,          Rte de Villeneuve (D 18)

M
- La Maletterie*,        Rte des Ricardières
- LePetit Moulin*,       Rte des Ricardières

Q
- Les Quatre Vents*,     Rte des Ricardières

R
- La Grande Ricardière,  Rte des Ricardières
- La Petite Ricardière,  Rte des Ricardières
- Les Robins*,           Rte de Saint-Romain-le-Preux (D 943)
- La Grande Roue,        D 180 Montcorbon - Cudot (au nord)

S
- La Sablonnière,        Rte de Montcorbon

T
- Les Terres Noires,     Rte de Saint-Romain-le-Preux (D 943)
- La Touche*,            Rte de Saint-Romain-le-Preux (D 943)

## Toponymie
Le nom officiel de la commune est Villefranche, même si localement elle se nomme Villefranche-Saint-Phal.

## Politique et administration
| Période         | Période        | Identité                    | Étiquette | Qualité |
| --------------- | -------------- | --------------------------- | --------- | ------- |
| décembre 1944   | octobre 1947   | Émile Daniel Auberger       |           |         |
| 19 octobre 1947 | 5 août 1955    | Jean Auguste Laroche        |           |         |
| août 1955       | avril 1959     | Raymond Prévost             |           |         |
| avril 1959      | mars 1965      | Marie Rosalie Blanche Aubry |           |         |
| mai 1965        | 2 février 1968 | Raymond Prévost             |           |         |
| avril 1968      | mai 1995       | Roland André Grandjean      |           |         |
| juin 1995       | 2008           | Jean-Daniel Meunier         |           |         |
| 2008            | 2014           | Serge Moreau                |           |         |
| 2014            | 2015           | Michel Beullard             |           |         |

## Démographie
L'évolution du nombre d'habitants est connue à travers les recensements de la population effectués dans la commune depuis 1793. À partir du 1er janvier 2009, les populations légales des communes sont publiées annuellement dans le cadre d'un recensement qui repose désormais sur une collecte d'information annuelle, concernant successivement tous les territoires communaux au cours d'une période de cinq ans. 
Pour les communes de moins de 10 000 habitants, une enquête de recensement portant sur toute la population est réalisée tous les cinq ans, les populations légales des années intermédiaires étant quant à elles estimées par interpolation ou extrapolation. Pour la commune, le premier recensement exhaustif entrant dans le cadre du nouveau dispositif a été réalisé en 2007,.
En 2013, la commune comptait 635 habitants, en évolution de +3,08 % par rapport à 2008 (Yonne : −0,46 %, France hors Mayotte : +2,49 %).
| 1793 | 1800 | 1806 | 1821 | 1831 | 1836 | 1841 | 1846  | 1851  |
| ---- | ---- | ---- | ---- | ---- | ---- | ---- | ----- | ----- |
| 797  | 825  | 760  | 867  | 939  | 966  | 946  | 1 011 | 1 052 |

| 1856  | 1861  | 1866  | 1872 | 1876 | 1881 | 1886 | 1891 | 1896 |
| ----- | ----- | ----- | ---- | ---- | ---- | ---- | ---- | ---- |
| 1 059 | 1 058 | 1 023 | 980  | 980  | 919  | 904  | 855  | 822  |

| 1901 | 1906 | 1911 | 1921 | 1926 | 1931 | 1936 | 1946 | 1954 |
| ---- | ---- | ---- | ---- | ---- | ---- | ---- | ---- | ---- |
| 743  | 747  | 747  | 637  | 632  | 652  | 625  | 650  | 600  |

| 1962 | 1968 | 1975 | 1982 | 1990 | 1999 | 2007 | 2011 | 2013 |
| ---- | ---- | ---- | ---- | ---- | ---- | ---- | ---- | ---- |
| 648  | 605  | 574  | 537  | 519  | 512  | 607  | 627  | 635  |

## Lieux et monuments
Sur la commune est située l'ancienne abbaye cistercienne des Écharlis.
Le « château de Saint-Phal », de type féodal tardif, a été bâti par Étienne de Blondeau au XVe siècle. Son fils, Nicolas, est assassiné le 17 mai 1494 ; il a pour héritiers deux enfants encore mineurs, dont Béraud qui épouse Eustache de Saint-Phalle le 6 février 1567. La demeure est abandonnée en 1798. Après le Premier Empire, elle reste, jusqu'à nos jours, une propriété privée, et ne se visite pas.

## Pour approfondir